# Скрофијано (Сијена)
Скрофијано је насеље у Италији у округу Сијена, региону Тоскана.
Према процени из 2011. у насељу је живело 247 становника. Насеље се налази на надморској висини од 357 м.